# Mother Nature’s Son
Mother Nature’s Son (englisch für ‚Mutter Naturs Sohn‘) ist ein Lied der britischen Band The Beatles aus dem Jahr 1968. Komponiert wurde es von Paul McCartney, es steht allerdings unter dem bei der Band üblichen Copyright Lennon/McCartney.

## Hintergrund
Die Idee zu Mother Nature’s Son kam Paul McCartney, nachdem er in Indien einen Kurs des Maharishi Mahesh Yogi zum Thema ‚Natur‘ besucht hatte. McCartney komponierte das Lied später im Haus seines Vaters in Liverpool. Als Inspirationsquelle diente zudem das Lied Nature Boy von Nat King Cole. John Lennon, der denselben Kurs bei Maharishi Mahesh Yogi besucht hatte, schrieb zur selben Thematik ein Lied mit dem Titel Child of Nature. Mother Nature’s Son wurde jedoch der Vorzug gegeben, und Child of Nature wurde nicht aufgenommen. Lennon veröffentlichte das Lied 1971 mit neuem Text unter dem Namen Jealous Guy auf seinem Soloalbum Imagine. Die Textzeile “Find me in my field of grass” spielt als Andeutung auf Marihuana an, da die Beatles laut Paul McCartney damals alle „gekifft“ haben.

## Aufnahme
Mother Nature’s Son wurde am 9. August 1968 in den Londoner Abbey Road Studios aufgenommen. Produzent war George Martin, dem Ken Scott assistierte. Außer Paul McCartney spielt kein Beatle auf dieser Aufnahme. Paul McCartney spielte zunächst 25 Takes des Liedes auf einer akustischen Gitarre ein und sang dazu. Take 24 wurde als beste Aufnahme ausgewählt, an der am 20. August 1968 weitergearbeitet wurde. McCartney fügte an diesem Tag eine weitere akustische Gitarre, Schlagzeug und eine separate Pauke im Overdubverfahren hinzu. Im Anschluss wurde ein Bläserquartett (zwei Trompeten und zwei Posaunen) aufgenommen, das ein von McCartney und George Martin komponiertes Arrangement spielte. Während der Session entstanden zwei improvisierte Lieder: Wild Honey Pie und Etcetera, von denen Wild Honey Pie auf dem Doppelalbum The Beatles veröffentlicht wurde. Etcetera dagegen gehört heute zu den raresten Beatles-Liedern überhaupt und wurde nie veröffentlicht.
Mit Stereo- und Monoabmischungen am 12. Oktober 1968 wurden die Arbeiten an Mother Nature’s Son abgeschlossen.

## Veröffentlichungen
- Mother Nature’s Son erschien am 22. November 1968 auf dem Doppelalbum The Beatles (auch Weißes Album genannt). In den USA erschien das Album drei Tage später, am 25. November.
- Eine alternative Version (Take 2 vom 9. August 1968) wurde im Oktober 1996 auf dem Album Anthology 3 veröffentlicht.
- Am 9. November 2018 erschien die 50-jährige Jubiläumsausgabe des neu abgemischten Albums The Beatles (Super Deluxe Box) von Giles Martin und Sam Okell, auf dieser befindet sich eine bisher unveröffentlichte Version (Take 15) von Mother Nature’s Son.

## Coverversionen
Coverversionen erschienen unter anderem von Ramsey Lewis, Harry Nilsson, John Denver, Gryphon, Sheryl Crow, Danger Mouse, Chihiro Onitsuka und Jack White.